# Megaselia tonsipalpis
Megaselia tonsipalpis är en tvåvingeart som beskrevs av Rudolf Beyer 1965. Megaselia tonsipalpis ingår i släktet Megaselia och familjen puckelflugor. Inga underarter finns listade i Catalogue of Life.